# Erupție vulcanică

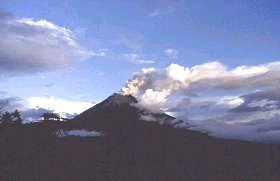
Erupție de cenușă, în august 2000 (vulcanul Tungurahua, 5.016 m, Ecuador)

Erupția vulcanică este una din cele mai cunoscute forme ale vulcanismului, manifestându-se printr-o eliminare în cantități  diferite de material provenite din camera sau rezervorul de magmă, a vulcanului.
Erupția constituie o ieșire bruscă și violentă din pământ a lavei, a gazelor etc.
Câteva tipuri de erupții vulcanice - în care lava, piroclastele (cenușa, lapilli, bombe vulcanice și blocuri vulcanice) și gazele asortate sunt expulzate dintr-un canal vulcanic sau o fisură - au fost deosebite de vulcanologi. Acestea sunt deseori numite după vulcani faimoși, unde acest tip de comportament a fost observat. Unii vulcani pot prezenta un singur tip caracteristic de erupție pe parcursul unei perioade de activitate, în timp ce alții pot afișa o întreagă secvență de tipuri, toate într-o singură serie eruptivă.,,Vulcanul este formațiunea geologica de forma conica formată din acumularea materialelor rezultate din erupția magmei  dintr-un focar situat la adâncime in manta sau scoarța unui corp ceresc (precum planeta Terra)printr-o deschizatura a scoarței terestre denumită venatra vulcanică.Magma este un amestec lichid compus din diferite minerale care se afla in stare topită,gaze si bucăți solide de diferite roci!" (Katerina J.(Johanna) Williams

## Tipuri de vulcani
Forma conică obișnuită asociată cu vulcanii care se nasc prin suprapunerea succesivă de straturi de lavă și cenușă ce erup dintr-un horn principal. Nu toți vulcanii au această formă. De exemplu, lava subțire și fluidă din Hawaii formază vulcani-scut, aplatizați, pe când lava fluidă ce erupe dintr-o fisură și nu dintr-un horn formează podișuri în trepte cum e Podișul Deccan, din India. Domurile vulcanice sunt formate de erupția lentă a lavei groase. Dacă vulcanii au dormit sau au fost stinși de ceva vreme, partea centrală a conului se poate prăbuși spre interior, formând un mare crater circular numit caldeiră.
1.Dom Vulcanic - Ridicat de erupția lentă a lavei groase, vâscoase.
2.Vulcan-scut - Con de mică altitudine, tipic pentru Hawaii
3.Stratovulcanii - Con clasic, abrupt de lavă și straturi de cenușă.
4.Caldeiră - Con prăbușit. În aceste cratere se formează deseori lacuri.

## Tipuri de erupție
Felul în care erupe un vulcan depinde de compoziția lavei și de cantitățile de gaz pe care le conține. Cu cât lava e mai densă sau cu cât cantitățile de gaz sunt mai mari, cu atât erupția e mai violentă. Tipurile de erupții sunt determinate după exemplare tipice - cu excepția celei pliniene, care poartă numele lui Plinius cel Tânăr care a descris erupția Vezuviului din 79 d.Cr. Unii Vulcani, cum e Etna, erup în feluri diferite, în funcție de nivelul presiunii și de conținutul de lavă.
1.Peleană - Lavă densă, foarte gazoasă; erupții explozive și nori de gaz.
2.Hawaiiană - Lavă fluidă, fântâni de foc, erupție neexplozivă.
3.Stromboliană - Lavă fluidă cu conținut ridicat de gaze. Explozii mici, frecvente.
4.Pliniană - Erupție explozivă; cenușa și rocile sunt aruncate foarte sus în aer.
5.Vulcaniană - Erupții rare, explozive; aruncă cenușă și roci la distanțe mari.

## Vulcani Celebri
În lume sunt identificați 10 000 vulcani, din care 500 sunt activi.
1.Cel mai înalt vulcan peste fundul mării - Mauna Loa din Hawaii: Deși are doar 4 170 m peste nivelul mării, Mauna Loa se sprijină pe fundul mării. Măsurat de acolo, este nu numai cel mai înalt vulcan din lume, ci și cel mai înalt munte cu 10 200m.
2.Cel mai înalt vulcan activ peste nivelul mării - Cotopaxi din Ecuador: Cu o înălțime de 5 911 m, Cotopaxi a erupt de 50 ori din 1738. Ultima erupție cunoscută a avut loc în 1904, iar în 1975 vulcanul s-a trezit pentru scurt timp.
3.Cel mai activ în prezent - Kilauea din Hawaii: Kilauea erupe încontinuu din 1983 într-un ritm de circa 5 m cubi/sec de lavă. Kilauea înseamnă "cel care scuipă" sau "care împrăștie".
4.Cel mai activ din istorie - Stromboli din Italia: Erupțiile slabe, dar continue ale lui Stromboli, situat pe insulele Eoliene, au fost consemnate încă de pe vremea romanilor, care i-au dat porecla de "Farul Mediteranei".
5.Cele mai multe victime Tambora din Indonezia: Erupția lui Tambora din 1815 a ridicat o coloană de cenușă de 44km înălțime. 10 000 oameni au murit din cauza erupției, iar alții 82 000 au murit de foame și boli.
6.Potențial cel mai periculos Vezuviu din Italia: îm 79 d.Cr. erupția Vezuviului a distrus orașele romane Pompei și Herculane. O erupție similară în prezent ar avea efecte devastatoare în acestă regiune dens populată.
7.Cea mai mare explozie Krakatau din Indonezia: Krakatau, în strâmtoarea Sunda, a explodat în 1883 distrugând aproape toată insula și formând un tsunami care a ucis 36 000 oameni.

## Ciudat și Minunat
-Între aprilie și iulie 2000, Etna a produs circa 100 inele de gaz (inele de fum), unele dintre ele perfect circulare. Cu un diametru de până la 200 m, ajungeau la o înălțime de 5 550m.